# Surazomus chavin
Espèce
Surazomus chavin est une espèce de schizomides de la famille des Hubbardiidae.

## Distribution
Cette espèce est endémique de la région de Huanuco au Pérou,. Elle se rencontre vers le rio Yuyapichis dans la province de Pachitea.

## Étymologie
Son nom d'espèce lui a été donné en référence aux Chavín.

## Publication originale
- Pinto-da-Rocha, 1996 : Surazomus chavin new species, first Schizomida (Hubbardiidae, Hubbardiinae) described from Peru. The Journal of Arachnology, vol. 24, no 3, p. 265-267 (texte intégral).